# Victorio Alcondolo Bolognino Visconti
Victorio Alcondolo Bolognino Visconti, comte de Bolognino (Florence, 1740-1782), est un homme d'État italien, qui fut gouverneur d'Oran, en Algérie, de 1767 à 1770.

## Biographie
Né  dans le grand-duché de Toscane, Victorio Alcondolo Bolognino Visconti est envoyé en Afrique en 1767 comme gouverneur d'Oran. 

## Ouvrages
- Désillusions, Paris (1757-1758), traduction en français par A. C. F. Bolognino en 1994 (c'est l'un des premiers poètes à se pencher sur le problème de la dualité des mots, du sens caché et des pratiques de l'Ouvroir de littérature potentielle).